# Hitchin
Hitchin est une ville de l'est de l'Angleterre dans le comté de Hertfordshire, et possède une population estimée actuellement à 33 352 hab.

## Lieux-dits et écarts
La ville garde un caractère médiéval, avec une partie intacte, son marché en son centre, et ses rues ceinturant le cœur de la cité. Le fleuve Hiz traversant la cité est une voie navigable qui a contribué au développement commercial de la ville.

## Communes limitrophes
- Ashwell
- Bendish
- Breachwood Green
- Charlton
- Codicote
- Gosmore
- Graveley
- Great Wymondley
- Great Offley
- Hexton
- Holwell
- Ickleford
- Kimpton
- King's Walden
- Lilley
- Little Offley
- Little Wymondley
- Pirton
- Preston
- St Ippolyts
- St Paul's Walden
- Whitwell

## Histoire
Hitchin est d'abord mentionnée comme emplacement d'un monastère fondé par le roi de Mercie Offa (757-796). En 1086, Hitchin est décrit comme manoir royal dans le Domesday Book. L'église actuelle est principalement des XIVe et XVe siècles avec des soubassements anglo-saxons.
Hitchin accueille le collège pour femmes de Cambridge fondé en 1869 dans cette ville, sous le nom de « College for Women at Benslow House », et qui devient ensuite Girton College à Girton, en 1873.

## Administration
Hitchin est divisé en cinq secteurs pour élire des conseillers au District Council du nord de Hertfordshire: Hitchin Bearton, Hitchin Highbury, Hitchin Oughton, Hitchin Priory et Hitchin Walsworth.

## Districts de Hitchin
- Bearton
- Purwell
- Highbury
- Walsworth
- Westmill

## Démographie
Hitchin compte 33 352 habitants en 2011.

## Économie
Au cours des années Hitchin s'est imposé comme centre commercial et industriel de Hertfordshire du nord, et de Bedfordshire, avec l'élevage des moutons, la laine ainsi que la culture du blé, du maïs et de l'orge.
La ville s'est épanouie sur le commerce de la laine, et placé sur le chemin d'Icknield, permet au XVIIe siècle de devenir un des poumons  de Londres. Avec l'arrivée du chemin de fer vers la fin du XVIIIe siècle, la ville se développe comme centre commercial céréalier. C'est ici qu'est installée aussi la célèbre pépinière Harkness Roses, cultivant et commercialisant des rosiers dans le monde entier, avec les fameux 'Ena Harkness', 'Amber Queen', 'Pride of England', etc.

## Personnalités liées à la commune
- James Bay, chanteur, y est né en 1990.
- Immodesty Blaize, danseuse burlesque, y est née en 1978.
- Charles Farnaby-Radcliffe (3e baronnet ; vers 1740-1798), homme politique britannique qui a siégé à la Chambre des communes pendant 33 ans, a vécu à Hitchin Priory et a été enterré à Hitchin.
- Frank Launder auteur, directeur et producteur de films y est né en 1906.
- Gavin McInnes, auteur canadien y est né en 1970.
- Arvind Parmar (en), joueur de tennis, y est né en 1978.
- Kevin Phillips, footballeur, y est né en 1973.
- Rhodes, chanteur, y est né en 1988.
- Margaret Tuke (1862-1947), principale du Bedford College, y est née.

## Jumelages
- Nuits-Saint-Georges (France)
- Bingen-Am-Rhein (Allemagne)